# Utena Yuki
Utena Yuki (うてなゆき) är en japansk solo idol och multi-artist från Osaka. Hon har skapat projektet NEMLESSS (ネムレス) och tidigare PSYBOU KANOJO (細胞彼女). Hon är sångerska och dansare, samt skriver och arrangerar majoriteten av sin egen musik, hon ritar och målar (bland annat skivomslag), är kläddesigner, tar fram video för projektering vid sina konserter, spelar retro-games och jobbar som konstnär.
Som NEMLESSS är hennes stil street art, positivitet, energi och 8-bitars nerd pop. NEMLESSS är en show fylld av energi där ljud och ljus skapar en helhetsupplevelse. Under hösten 2019 spelade och målade hon på Bunkern i Örebro. I november 2021 spelade hon på Alternativfesten i Sandviken tillsammans med SARI och GARUDA. Där använde hon sig av en så kallad 3D hologauze projekteringsskärm framför scenen, troligtvis första gången som den här typen av anläggningen har använts för en livemusikspelning i Sverige.

## Diskografi
Singlar, EP, mini-album
- 1st DEMO (singel, 2017)
- 2nd DEMO (singel, 2017)
- Electronic Broom (エレクトロニックw) (singel, 2017)
- BOSSS RUSH (EP, 2017)
- Fibonacci Omelet (フィボナッチオムレツ) (singel, 2018)
- PIZZZA CUTTER e.p. (2019)

EP, mini-album i samarbete med andra artister
- boundless wounds (med NECRONOMIDOL, 2018)
- POWWER (med marble≠marble, 2020)